# 유필우
유필우(柳弼祐, 1945년 1월 14일~)는 대한민국의 공무원, 정치인이다. 제17대 국회의원을 지냈다.다. 종교는 천주교이며, 세례명은 대건 안드레아이다. 연백군 연안읍 출신이다.

## 학력
- 인천송림초등학교
- 인천중학교
- 제물포고등학교 (인천)
- 연세대학교 경영학과 (학사)
- 서울대학교 행정대학원 행정학석사과정 (수료)
- 미국 오하이오대학교 경영대학원 MBA과정 (수료)

## 경력
- 미국 워싱턴주립대학교 행정대학원 객원연구원
- 제15회 행정고시 합격
- 경제과학심의회의 경제조사분석관
- 인천광역시 산업국, 지역경제국 국장
- 인천광역시 북구 구청장
- 대통령비서실 민정비서실 행정관, 국장
- 미국 워싱턴주립대학교 행정대학원 객원연구원
- 노동부 노동연수원 원장
- 대전지방노동청 청장
- 인천광역시 정무부시장
- APEC HRD(인력개발) 장관회의 사무국장 (겸임)
- 아시아태평양 대도시 정상회의 인천대표
- 새천년민주당 인천남갑지구당 위원장
- 새천년민주당 중앙당 당무위원
- 국립공원관리공단 감사
- 인천사회복지협의회 회장
- 대한석탄공사 사장
- 인천지방행정동우회 회장
- 인천중학교, 제물포고등학교 총동창회 부회장
- 연세대학교 총동문회 상임이사
- 연세대학교 총동문회 인천지회 부회장
- 제17대 국회 보건복지위원회, 예산결산특별위원회, 건설교통위원회 위원
- 중도개혁통합신당 최고위원

## 역대 선거 결과
|  | 33.43% |

|  | 44.00% |

|  | 43.16% |

## 같이 보기
- 남구 갑 (인천)
- 인천 남구의 국회의원
- 인천광역시 부시장